# Guerres de Iugoslàvia
Es coneix com a Guerra de Iugoslàvia un seguit de conflictes violents al territori de l'antiga Iugoslàvia que varen tenir lloc entre 1991 i 2001. Comprenien dos grups de successives guerres que afectaven totes sis exrepúbliques iugoslaves. Altres termes amb què es coneix també aquest conflicte són: "Guerra de l'exIugoslàvia", "Guerra de Secessió Iugoslava", o "Tercera guerra Balcànica" (un terme passatger encunyat pel periodista britànic Misha Glenny, al·ludint a la Primera Guerra Balcànica i la Segona Guerra Balcànica del 1912-1913).
Es caracteritzen per ser uns conflictes ètnics entre els pobles de l'antiga Iugoslàvia, principalment entre els Serbis d'un costat i Croats, Bosnians o Albanesos de l'altre; però també entre Bosnians i Croats a Bòsnia i Macedonis i albanesos a la República de Macedònia.
Les guerres van acabar amb una bona part de l'antiga Iugoslàvia reduïda a la pobresa, interrupció econòmica massiva i inestabilitat persistent a través dels territoris on hi va haver les pitjors batalles. Es consideren els conflictes més sagnants a terres europees des del final de la Segona Guerra Mundial i també els primers des de la Segona Guerra Mundial en haver estat formalment considerats com a genocides amb una acusació de crims de guerra per a molts dels responsables clau. El Tribunal Penal Internacional per a l'antiga Iugoslàvia (ICTY, en anglès) va ser establert per Nacions Unides per tal de processar aquests delictes.
Les guerres iugoslaves es poden dividir en dos grups de conflictes diferents:
Guerres durant la desintegració de la República Federal Socialista de Iugoslàvia:
- Guerra d'Eslovènia (1991).
- Guerra de la independència croata (1991-1995).
- Guerra de Bòsnia (1992-1995).

Guerres a regions de població albanesa:
- Guerra de Kosovo (1996-1999).
- Conflicte del sud de Sèrbia (1999-2001).
- Conflicte de Macedònia (2001).

## Orígens del conflicte de Iugoslàvia
El Regne de Iugoslàvia era un país ètnicament molt heterogeni, ja que era la frontera religiosa entre catòlics, ortodoxos i musulmans. La "neteja ètnica" fou un fenomen històric els orígens del qual es remunten al segle xix, durant la lluita per la independència del domini otomà. El nacionalisme serbi, des de llavors, mostrà unes característiques expansives a causa del protagonisme que tingué en tal empresa. Per això, al llarg de la història de Iugoslàvia hi ha existit una doble possibilitat d'organització política: d'una banda l'hegemonia del nacionalisme serbi i d'una altra una idea federativa basada en el respecte a la pluralitat ètnica.
Els eslaus del sud van tenir per primera vegada una unitat política el 1918 amb el Regne dels Serbis, Croats i Eslovens, que pretengué crear una federació. Però el 1921 es va optar per una versió de nacionalisme serbi unitari. El Partit Comunista va denunciar aquesta situació com la conversió del regne en una presó de pobles dominada per la burgesia de la gran sèrbia.
La derrota de Iugoslàvia pels alemanys a la Segona Guerra Mundial (Croàcia s'alià amb les potències de l'Eix) no es degué pas a la seva heterogeneïtat, però al llarg d'aquesta, les friccions inter-ètniques augmentaren a conseqüència del vessament de sang. La guerra va deixar una greu herència pel futur. El règim comunista implantat per Tito el 1945 va semblar haver trobat una forma d'estabilitat: un nou estat federal feia que Sèrbia, amb un terç de la població, només tingués una vuitena part del poder.
Durant els anys 50, quan el règim s'enfrontava a Stalin, existí un elevat grau de solidaritat interètnica envers l'URSS. Als anys 60, aquesta solidaritat va tendir a dissipar-se, ja que s'evidencià que Iugoslàvia es dividia en un nord desenvolupat i un sud pobre. En 1966, Tito acomiada Aleksandar Ranković, un oficial d'intel·ligència i comandament serbi. A partir d'aquí, s'inicià una purga de quadres serbis. Les protestes de maig del 1968 tenen ressò també a Iugoslàvia. Hi ha manifestacions d'estudiants, mentre que a Kosovo els manifestants demanen més drets per a la minoria albanesa. En 1971 les manifestacions nacionalistes a Croàcia, conegudes com la Primavera de Croàcia, condemnades pel govern. Molts participants són posteriorment detinguts per nacionalistes, incloent-hi Stipe Mesić i Franjo Tuđman. La crisi governamental segueix.
El 1974, la nova Constitució de la República Socialista de Iugoslàvia, concedint més poder a les regions federals, i també a les províncies autònomes sèrbies de Kosovo i Voivodina, donant-los vot en totes les decisions rellevants del govern federal. Els Bosnians hi són reconeguts com a sisena "nació" constituent de Iugoslàvia i una de les tres poblacions components de Bòsnia i Hercegovina. Es va establir una presidència rotativa dels presidents de cada una de les seves repúbliques federades.
A la mort de Tito el 1980, el president de Sèrbia, Slobodan Milošević començà a organitzar concentracions en massa contra el genocidi de serbis a Kosovo. Aquesta regió és la pàtria original del serbis i és on es va originar la resistència contra els otomans. Els seus habitants eren partidaris d'una república autònoma, tenint en compte que el 90% de la seva població no és sèrbia, sinó albanesa. En 1981 comença una crisi econòmica a Iugoslàvia i es produeixen manifestacions nacionalistes albaneses a Kosovo, exigint estatus d'unitat federal. Els poders de Kosovo eren molt reduïts; però davant de les protestes, aquesta mínima autonomia fou suprimida per Milošević. A Vojvodina, una altra unitat política dins de Sèrbia amb només un 53% de serbis, hi va passar quelcom similar. A Croàcia i a Bòsnia, les minories sèrbies demanaven allò que elles no donaven. Bòsnia havia estat una creació de Tito per compensar l'hegemonia de Sèrbia. Era el lloc amb més matrimonis mixtos i on més gent es declarava simplement iugoslava.
A les dificultats interètniques s'hi sumaren les econòmiques: el 1987 Macedònia, Montenegro i Kosovo es declararen en fallida econòmica. Llavors, la gent podia optar entre un programa de reformes des de dalt com una via cap a l'economia de mercat i la democràcia o bé un estat autoritari dominat per una ideologia populista i nacionalista com la Sèrbia de Milošević. Segons aquest, en la Constitució del 1974, els serbis havien estat deixats de banda per Tito i ara podien venjar-se. Per això intervingueren a les dues províncies autònomes i substituïren els que en detenien el poder per d'altres escollits pel mateix Milošević. Es redacta el memoràndum de l'Acadèmia Sèrbia de les Ciències i les Arts en protesta per la posició de Sèrbia dins Iugoslàvia. Les conseqüències foren immediates: el gener del 1990 es dissolia la Lliga de comunistes de Iugoslàvia al seu 14è Congrés, la presidència federal de Iugoslàvia desapareixia en quinze mesos i el Govern Federal en sis més. A finals del 1990 se celebraren eleccions lliures a tot el país. Els comunistes foren derrotats excepte a Sèrbia i a Montenegro, on aconseguiren reconvertir-se com a nacionalistes i Slobodan Milošević arriba al poder a Sèrbia, produint-se manifestacions de la Revolució antiburocràtica que porten governs pro-Milošević a Voivodina, Kosovo i Montenegro.Durant aquests mesos s'iniciava el conflicte serbocroat, seguit de l'inici de l'enfrontament interètnic a Bòsnia.
Finalment, fou la negativa Sèrbia a acceptar que un croat fos president segons el torn rotatiu el que feu impossible la convivència. Eslovènia, amb el suport d'Alemanya, es declarà independent el 1990 amb una coalició anticomunista al govern. A Macedònia guanyaren els independentistes, però ni Grècia ni Bulgària, els seus estats limítrofs, l'acceptaren com a nació independent. Croàcia també s'independitzà i els serbo-croats comencen una rebel·lió contra el nou govern electe que lidera Franjo Tuđman, doncs els canvis constitucionals a Croàcia treuen l'estatus de nació constituent als serbis i la regió de Krajina, amb una elevada població sèrbia, s'independitzà de Croàcia. Dins d'aquesta, la ciutat de Kijevo, croata, s'independitzà de Krajina. En aquestes condicions, es produí l'ofensiva sèrbia a Croàcia. En independitzar-se Bòsnia, el serbis volgueren sumar al nou estat que acabaven de crear, la República Federativa de Iugoslàvia, els enclavaments serbis de Bòsnia i de Croàcia, esclatant definitivament el Conflicte dels Balcans.

## Els primers conflictes (1991-1995)

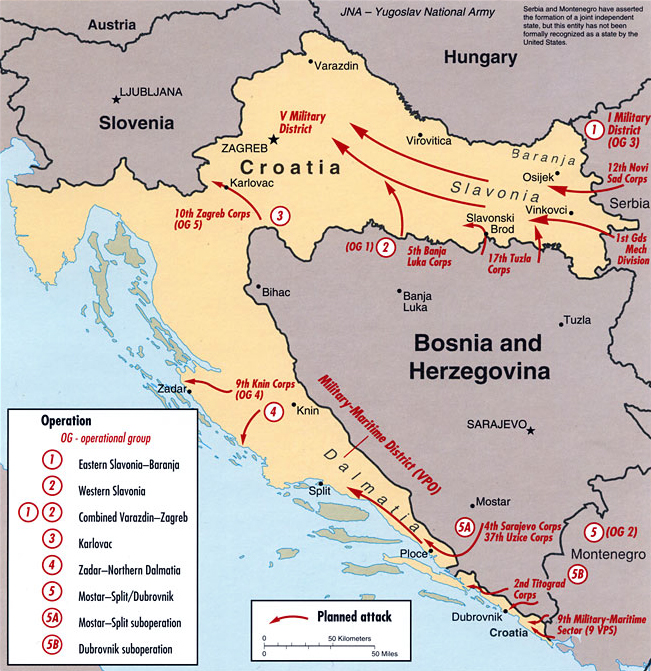
Estratègia de l'Exèrcit Popular Iugoslau (JNA) el 1991

Les guerres iugoslaves comencen amb la secessió en 1991 de les dues regions més septentrionals de l'antiga Iugoslàvia - Eslovènia i Croàcia - per una àmplia varietat de discrepàncies, incloent-hi assumptes econòmics i polítics, entre d'altres.
El primer d'aquests conflictes, conegut com la Guerra d'Eslovènia o Guerra dels deu dies, va ser una lluita amb l'únic objectiu d'evitar la desintegració de Iugoslàvia i va acabar amb l'Acord de Brioni i la retirada de l'exèrcit iugoslau el 1991. L'exèrcit iugoslau marxa d'Eslovènia però dona suport a forces rebels de serbis a Croàcia.
El segon en aquesta sèrie de conflictes és la Guerra de la independència croata, que va començar per les mateixes raons però ràpidament es convertí en un enfrontament nacionalista entre Sèrbia i Croàcia, ideologies nacionalistes personificades pel president Slobodan Milošević en Sèrbia i el president Franjo Tuđman en Croàcia. En gener de 1992 el pla de pau de Vance proclamava zones controlades per les NU (UNPA) per als serbis i portava una solució que posava fi a les operacions militars, encara que hi va haver algun atac esporàdic de l'artilleria sèrbia en ciutats croates i intrusions ocasionals de forces croates a zones de l'UNPA, que varen continuar fins a 1995.
El 1992, en el conflicte s'hi sumà Bòsnia. La guerra va implicar els tres grups de població de Bòsnia, bosnians, serbis i croats, que es diferenciaven principalment per la seva religió tradicional: islam, cristianisme ortodox i catolicisme, respectivament. Va ser, de bon tros, la més sagnant i la més àmpliament coberta de les guerres iugoslaves. Amb el pla de pau de Vance es van crear quatre zones UNPA per als serbis. Macedònia i Bòsnia declararen la independència i començà la Guerra de Bòsnia entre República Federal de Iugoslàvia, constituïda per Sèrbia i Montenegro, les úniques dues repúbliques restants i els serbis bosnians d'una banda i el Govern de Bòsnia de l'altra. Les Nacions Unides imposen sancions contra Iugoslàvia i accepten Eslovènia, Croàcia i Bòsnia com a membres.
El comença el conflicte entre Croats i Bosnians a Bòsnia i comencen enfrontaments a la regió de Bihać entre el Govern de Bòsnia i bosnians lleials a Fikret Abdić. El 1994, els EUA intervenen per interposar-se entre les forces croates i l'exèrcit bosnià i signen la pau amb l'arbitri dels Estats Units. La intervenció de l'OTAN contra els serbo-bosnians, seguida per la massacre de Srebrenica en la que més de 8.000 Bosnians són assassinats. La guerra de Croàcia va acabar a l'estiu del 1995, després que l'exèrcit croat llancés dues operacions militars ràpides, anomenades Operació Flaix i Operació Tempesta, amb les quals aconseguia reclamar tot el seu territori excepte el sector de l'UNPA, a l'est, fronterer amb Sèrbia. Virtualment tota la població sèrbia en aquestes àrees es convertia en refugiada. El sector restant a l'est restava sota l'administració de les NU (UNTAES), i va ser pacíficament reintegrat a Croàcia el 1998.

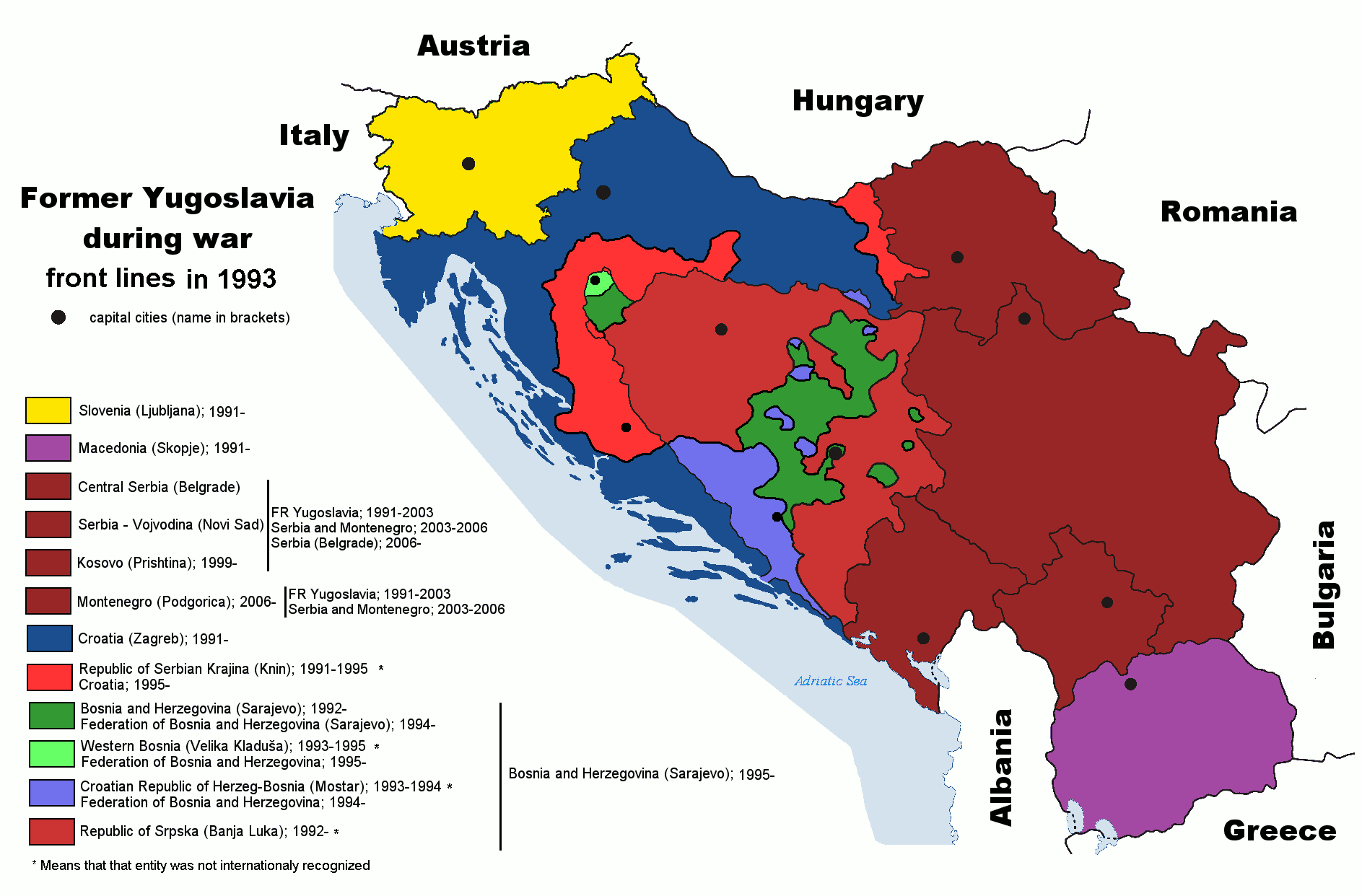
Control del territori durant la guerra

Augmentava la pressió a tots els bàndols per aconseguir l'alto el foc i un final negociat de la guerra a Bòsnia i l'OTAN llança l'Operació Força Deliberada, una sèrie d'atacs aeris contra l'artilleria serbo-bosniana i altres objectius militars, i finalment es signen els Acords de Dayton a París el 14 de desembre de 1995 i acaba la guerra a Bòsnia i Hercegovina. En 1996 la República Federal de Iugoslàvia reconeix Croàcia i Bosnia i Hercegovina i després d'un frau a les eleccions locals, centenars de milers de Serbis es manifesten a Belgrad contra el règim Milošević durant tres mesos.

## Conflictes en àrees de població albanesa (1996-2001)
A Kosovo, Macedònia, i a la zona sud de Sèrbia, els conflictes varen estar caracteritzats per la tensió ètnica i política entre els governs serbis i macedonis i les minories nacionals Albaneses que buscaven autonomia, com era el cas en la República de Macedònia, o independència, com en el cas a Kosovo.
La guerra de Kosovo (1996-1999) es convertia en una guerra a gran escala durant 1999 després que els combats entre forces sèrbies i albanesos comencessin en 1998, i en 1999 l'OTAN comença la campanya militar Operació Força Aliada a Kosovo. El control de Kosovo és cedit a les Nacions Unides, però encara roman com una part de Sèrbia. El Conflicte de Macedònia (2001) i el conflicte del sud de Sèrbia (2001) es varen caracteritzar pels enfrontaments armats entre forces de seguretat estatals i guerrilles d'etnia albanesa.
La guerra de Kosovo acabava amb la intervenció de l'OTAN en contra de les forces sèrbies, encara que durant 2004 es produïren nous aixecaments a la zona. La intervenció de l'OTAN es considera sovint com una altra guerra afegida. Els conflictes al sud de Sèrbia i a la República de Macedònia acabaven amb acords de pau internacionalment supervisats entre els insurgents i el govern, però la situació a les dues regions roman fràgil.

## Conseqüències
En 1998 la zona d'Eslavònia oriental es reintegra pacíficament a Croàcia, i en 1999 mor el president croat Franjo Tuđman. Poc després, el seu partit perd les eleccions.
En 2000 Slobodan Milošević és tret fora del poder, i Vojislav Koštunica es converteix en el nou president de Iugoslàvia. Slobodan Milošević és jutjat a La Haia acusat de crims de guerra a Kosovo però en 2006 mor a la presó de la Haia impedint la finalització del seu procés.
En 2003 la República Federal de Iugoslàvia esdevé la Unió d'Estats de Sèrbia i Montenegro i mor el president bosnià Alija Izetbegović.

Estats actuals de l'antiga Iugoslàvia

En 2006 Montenegro declara la seva independència de la unió estatal amb Sèrbia, després d'un referèndum acceptat per ambdues parts. Kosovo proclama la seva independència el 17 de febrer del 2008, i en 2010 El Tribunal Internacional de Justícia no dona la raó a Sèrbia sobre la suposada il·legalitat de la declaració unilateral d'independència de Kosovo.

## Cinema
- 1995: To Vlemma tu Odissea (Το βλέμμα του Οδυσσέα).
- 1995: Underground (Podzemlje, Подземље).
- 1996: Pretty Village, Pretty Flame (Lepa sela lepo gore, Лепа села лепо горе).
- 2001: Ničija zemlja.
- 2006: Grbavica.